# Chalífa bin Zájid Ál Nahján
Chalífa bin Zájid Ál Nahján (25. ledna 1948 – 13. května 2022) byl od 3. listopadu 2004 prezidentem a nejvyšším velitelem ozbrojených sil Spojených arabských emirátů.

## Úřad
V úřadu oficiálně nahradil svého zesnulého otce roku 2004, ale fakticky vykonával tuto funkci již jako korunní princ dříve, vzhledem k otcově špatnému zdravotnímu stavu. Kromě nejvyšších státních funkcí byl také emírem Abú Zabí a předsedou Nejvyšší rady emirátů pro ropu. Spravuje aktiva v hodnotě 875 miliard dolarů, což je největší částka spravovaná hlavou státu na světě. Předpokládá se, že celá šejkova rodina vlastní jmění ve výši 150 miliard dolarů.
V lednu 2014 utrpěl mozkovou mrtvici, jeho stav se po operaci zlepšil, že si podržel prezidentské pravomoci, ale ani v omezené míře svou funkci nevykonává. Jeho nevlastní bratr, korunní princ a šejk Muhammad bin Zájid Ál Nahján převzal veřejné záležitosti státu, včetně obrany a emirátu Abú Zabí.